# شيشه راه (مقاطعة غيلانغرب)
شيشه‌راه (بالفارسية: شیشه‌راه) هي قرية تقع في قسم ديره الريفي في إيران. يقدر عدد سكانها بـ 127 نسمة بحسب إحصاء 2016.